# Manvel (Teksas)
Manvel – miasto w Stanach Zjednoczonych, w stanie Teksas, w hrabstwie Brazoria.

## Demografia
Według przeprowadzonego przez United States Census Bureau spisu powszechnego w 2010 miasto liczyło 5 179 mieszkańców, co oznacza wzrost o 70,0% w porównaniu do roku 2000. Natomiast skład etniczny w mieście wyglądał następująco: Biali 66,5%, Afroamerykanie 17,0%, Azjaci 5,2%, pozostali 11,3%. Kobiety stanowiły 49,9% populacji.